# 普罗什蒂纳起义
普罗什蒂纳起义是由意大利伊斯特拉半岛的农民为反抗法西斯政府而发动的起义。这场起义于1921年二月初爆发，在4月5日被镇压。几乎在同一时间，邻近的拉宾区域爆发了一场目标相似的矿工起义，矿工们建立了拉宾共和国。普罗什蒂纳起义和拉宾起义被认为是欧洲最早的反法西斯起义。
为了恐吓民众，黑衫军侵入了当地的村庄。1921年2月2日至3日，黑衫军首次入侵克尔尼察和普罗什蒂纳的村庄。第二次入侵发生在3月中，第三次则在四月初。不堪其扰的农民因此决定组织起来反抗法西斯暴力。起义者的主要组织者是安特·西利加，他和当地的共产党人一起，在普罗什蒂纳建立起党组织。起义者多次写信向政府当局和宪兵说明这场起义不是反国家起义，而是为抵抗法西斯暴力的自卫行为。
在1921年4月初的冲突中，起义者成功捉获两名法西斯分子，其余法西斯分子则撤退至马尔卡纳和克尔尼察。在那里法西斯分子劫持旅店老板伊万·马库卡为人质。起义者最终成功将他救出。经过这场冲突后，约400人的军警部队和约100人的黑衫军于1921年5月4日入侵普罗什蒂纳村庄。他们成功镇压了300名武装简陋的农民的反抗，将塞戈蒂奇村庄和其他村庄的几栋房屋烧毁。
约400名起义者被逮捕并被押送至普拉监狱。路上法西斯分子和士兵不断殴打虐待这些起义者，数人因此死亡。随后，这些起义者在接下来的大赦中逐步获释。